# Odynerus desperatus
Odynerus desperatus är en stekelart som beskrevs av Joseph Charles Bequaert.
Odynerus desperatus ingår i släktet lergetingar och familjen Eumenidae. Inga underarter finns listade i Catalogue of Life.